# Шадринское опытное поле
Шадринское опытное поле (основано в феврале 1914) - одно из старейших в России и первое на Урале экспериментальное научное хозяйство, расположено у села Чистопрудное Шадринского района Курганской области.

## История
Шадринское опытное поле основано в феврале 1914 года по инициативе губернского агронома профессора Варгина Владимира Николаевича в Барневской волости Шадринского уезда Пермской губернии. В соответствии с «Программой работ сети опытных станций 2-го разряда (опытных полей) в Пермской губернии» лесостепная зона губернии по почвенно–климатическим условиям была разделена на 5 участков, одним из которых был юго-восточный степной район в Шадринском уезде. Здесь и было открыто Шадринское опытное поле.
Шадринское опытное поле дополняло существовавшие опытные станции, объединявшие исследования в пределах нескольких губерний, Безенчукскую (близ Самары) на западе и Омскую на востоке, и работало в тесной связи с ними.
1 марта 1914 года заведующим Шадринским опытным полем был назначен бывший губернский агроном Алексей Осипович Чазов. Он организовал обширные полеводческие и селекционные работы, сбор и изучение крестьянских сортов пшеницы и других культур.
В 1920-1930-е годы под руководством Валерия Константиновича Крутиховского проводились исследования сроков посева зерновых культур, эффективности удобрений, опыты по определению продуктивности многолетних трав. Полученные результаты стали основой для нескольких публикациях.
Шадринское опытное поле обладало приоритетом в области сельского хозяйства Шадринского уезда. Статьи Чазова и Крутиховского постоянно публиковались местными изданиями. Для обучения на поле приезжали сотни крестьян. Поле выдавало им семена и контролировало результаты опытов.
По данным переписи 1926 года в населённом пункте Опытное поле Шахматовского сельсовета Шадринского района Шадринского округа Уральской области РСФСР проживало 46 человек.
В 1942 году из-за войны на Шадринское поле эвакуирована украинская Новозыбковская опытно-селекционная станция и московский Всесоюзный институт удобрений и агропочвоведения. На основе привезенного из Москвы лабораторного оборудования и химических реактивов была создана агрохимическая лаборатория.
Опытное поле приобрело большое научное значение, и постановлением Совета Министров СССР № 412 от 1 февраля 1949 года на его базе была создана Курганская областная селекционно-опытная станция. В состав станции входило три отдела: земледелия, селекции и семеноводства, садоводства и овощеводства — и две лаборатории: агрохимическая и биохимическая. Впоследствии станция была перенесена в село Садовое и преобразована в Курганский научно-исследовательский институт зернового хозяйства, в подчинение которому перешло Шадринское опытное поле.
С 1974 по 1978 годы опытным полем руководил Пётр Николаевич Паршуков.
В 1983 году в селе Чистопрудное построили новые дома, в которые переселили жителей деревни Лесной, рядом с которой находилось Шадринское опытное поле. На месте деревни в 2014 году установлен памятник первому опытному полю и его сотрудникам. В том же году в селе Чистопрудном открыта памятная стела. 
В 1994 году руководство опытным полем взял на себя Василий Петрович Новоселов. Под его руководством проводились три стационарных опыта.
С 2011 на руководящую дролжность был вновь назначен Пётр Николаевич Паршуков.
В декабре 2014 года Курганский НИИСХ закрыл Шадринское опытное поле из-за нехватки финансирования.